# Холандски квартал (Потсдам)
Холандският квартал е квартал в центъра на гр. Потсдам, Германия.
Построен е между 1733 г. и 1742 г. като част от второто разширение на града под ръководството на холандския архитект Ян Буман от Амстердам. Кварталът се състои от 134 тухлени сгради, които са подредени във формата на четири квадрата, образувайки се от пресечните улици ул. „Мителщрасе“ и ул. „Бенкертщрасе“. По времето на Фридрих Вилхелм I, известен като „Кралят на войниците“, кварталът е проектиран и двата западни квадрата са построени. След смъртта му през 1740 г., неговият син и наследник Фридрих II разпорежда квартала да бъде допълнен с два източни квадрата, така че да бъде завършен до голяма степен според плановете на баща му.

## Изграждане
Преди да бъдат построени къщите, блатистата почва на Холандския квартал е била пресушена. За тази цел е бил изкопан воден басейн, в който да се оттече и събере подпочвената вода, преди тя да бъде по-нататък отведена в близкото езеро в центъра на града, наречено „Хайлигензее“ (бълг.: Светото езеро). Изграждането на воден басейн на това място дава името на площада „Басинплац“ (нем. Bassinplatz – басейнов площад), разположен на южната страна на квартала, където днес се намира католическата църква „Св. Петър и Павел“. Върху земята за застрояване на Холандския квартал била изградена решетка от дървени колчета от безброй дървени ствола. Положеният върху тази дървена решетка фундамент се състои от камъни, които са от варовик от близкия град Рюдерсдорф. Каменните блоковете са с височина около 1.30 метра и ширина 1.25 метра. Освен това било необходимо площта да се засипе с един метър пръст. Помпени съоръжения поддържали нивото на подпочвените води ниско по време на работите.

## История
Привързаността на Фридрих Вилхелм I към нидерландската култура (с която династията на бранденбургско-пруските Хоенцолери се сблъсква многократно поради техните роднински връзки с дома Ораниен-Насау, царуващ в Нидерландия) го отвежда още като млад кронпринц (престолонаследник) през 1704 – 1705 г. на образователна екскурзия до Амстердам и Хага. Оттогава Нидерландия остава за него пример за подражание и важен мащаб за неговите представи за икономически прогресивна държава и функционална архитектура. Всички църкви, които Фридрих Вилхелм I построява в Потсдам, имат нидерландско влияние, но без да следват конкретни образци. Ловният дворец „Звезда“ (на немски: Jagdschloss Stern), единствената сграда, която пестеливият крал е построил за себе си по време на управлението си (вероятно от холандски майстори-строители), представлява ловна хижа в стила на обикновени холандски градски къщи.
Холандският квартал е израз на слабостта на „войнишкия крал“ към разположената по Северно море страна и желанието му, да се възползва от техническия ноу-хау на жителите му. Холандският квартал е обособен комплекс, от части вдъхновен от амстердамския квартал Ноордзе Бос (на нидерландски: Noordse Bos) и от еклектичните нидерландски стилове на 17-и и 18 век, имал за цял да привлече нидерландски занаятчии да се преселят в Потсдам. Тъй като те обаче не са дошли в желания голям брой, в типовите къщи са се нанесли френски и пруски търговски представители, хора на изкуството и войници.
Кварталът се сдобива по време царуването на наследника на „краля на войниците“, Фридрих II, с две допълнения, разположени по продължение на площад „Басинплац“, които обаче не влизат в състава на Холандския квартал. Първоначално, около 1750 – 1752 г., до Френската църква са построени още три холандски къщи, в които са нанесени холандски тъкачи на коприна. Сградите са разрушени през 1988 г., за да се направи площадка за кацане на хеликоптер за днешната клиника „Бергман“. Тези къщи за тъкачите на коприна от източната страна на площад „Басинплац“ са реконструирани между 2014 г. и 2016 г. Накрая, през 1773 г. и 1790 г., под ръководството на Карл фон Гонтард, е застроена западната страна на пл. „Басинплац“ – днешната улица „Am Bassin“ (До басейна) и няколко къщи зад ъгъла влизащи в ул. „Шарлотенщрасе“ (Charlottenstraße) и ул. „Гутенбергщрасе“ (Gutenbergstraße). Къщите, построени от Гонтард, остават верни на нидерландската традиция, но са по-богато украсени от тези от първата фаза на строителството. Външните фасади на трите квадранта на квартала с техните 21 къщи са добре санирани и запазени.
До 1878 г. в частните домове на гражданите тук е бил настанен 2-ри батальон на 1-ви гвардейски пеши полк. На ул. „Мителщрасе“ 3, през 1906 г. капитан фон Кьопеник купува униформа на същия този пеши гвардейски полк от търговеца на антиквариати Бертолд Ремлингер.
След като Холандският квартал бил частично разрушен по време на епохата на ГДР, той е преоткрит след падането на Берлинската стената и демократичните промени, постепенно реставриран – включително и с подкрепата на нидерландското кралско семейство – и вече е практически напълно модернизиран.

## Архитектура
В Холандския квартал могат да се разграничат 3 типа къщи:
- усамотени къщи със стреха от към страната на улицата
- слепени една за друга къщи в един ред със стрехи от към страната на улицата
- двускатни къщи.[6]

Структурата на фасадата на къщите със стрехи е най-представителна при усамотените къщи. Те са най-ясно повлияни от холандския стил. Като образец служи тип къщи, чиито представител е например къщата „Vreedenhoff“ в с. Нюверслуис край гр. Утрехт в тогавашната Републиката на седемте обединени провинции (днес Нидерландия). И усамотените къщи в Холандския квартал, и къщата „Vreedenhoff“ са двуетажни сгради с пет оси и вход по средата. Входовете са облицовани с типичните за Нидерландия дървени барокови декорации на портали, чиито горни ръбове достигат до главния корниз. Главните корнизи също са изработени от дърво и са боядисани в бяло. Фасадите са структурирани от леко изпъкнали ъглови лизени и дв лизени, вървящи от двете страни на централната ос, които оформят декорациите на портала.
Двускатните къщи в Холандския квартал първоначално са били наричани „половини къщи“. Подобно на къщите със стрехите, те са двуетажни, но са изградени на три оси с един вход и с прозорци на две оси и имат само около половината от тази жилищна площ на къщите с пет оси и стрехи.
Други елементи, които водят началото си от занаятчийската традиция на Северна Холандия и които могат да се видят и в трите типа къщи в Холандския квартал, са бяло боядисаните, квадратно остъклени прозорци с широки бели дървени дограми и зелени полу-капаци, така наречените вятърни капаци, които се срещат единствено в Нидерландия. Характерно за входовете на холандските къщи е, че покривният прозорец с малки, квадратни стъкла, е изравнен с външната страна на задължително дървената каса, докато вратата е закачена от вътрешната страна на рамката.
В Холандския квартал първоначално е имало двускатни къщи със само две различни форми на фронтоните, точно както е имало и само два типа къщи със стрехи. Подобно съответствие не може да се открие в уличния пейзаж на Нидерландия през 18 век. Строителите в прогресивна Холандия са си позволявали такива съчетания според личния им вкус и финансови възможности. По този начин там възниква силно разграничаващ се и индивидуализиран облик на улиците с някои от най-великолепно декорираните фронтони, които показвали благосъстоянието на собственика на къщата. За разлика от това, еднородността на фасадите в Холандския квартал отразява по-скоро личния вкус на Фридрих Вилхелм I и желанието му за функционално и най-вече икономично строителство. Това, което се появи през дълъг период от време в Холандия и е израз на индивидуален начин на живот, се усвоява в Потсдам така да се каже по пруски начин – сух, стриктен, войнишки, оеднаквен, семпъл. Двускатните къщи в Холандския квартал са по-скоро като холандски складове (pakhuizen) или по-скоро hofjes, т.е. старчески домове, от колкото домове на богати хора с богато декорирани фасади.
Консерваторът на архитектурни паметници Фридрих Милке относно Холандския квартал:
„И все пак Холандският квартал е нещо повече от несъвършена имитация. Той е построен израз на близките духовни отношения между Холандия и Бранденбург. Личната връзка между двете управляващи династии може и да е играла важна посредническа роля, но по-решаващо е по-високото икономическо, техническо и културно ниво на Холандия, от което Бранденбург могъл да се възползва и искал да се възползва.“

## Днешно значение
Смесицата от жилищна площ, малки магазини, галерии, работилници, кръчми, ресторанти и кафенета придават на Холандския квартал една особена атмосфера, която го прави ценен наравно сред жители и туристи на града.
Всяка година през септември в квартала се провежда пазарът на глинени съдове, а през декември – холандският коледен пазар (на нидерландски: Sinterklaas). На съседния пл. „Басинплац“ (на немски: Bassinplatz) всяка година през април се провежда фестивалът на лалетата, който също води началото си от нидерландската традиция на квартала. През април тук също се провежда „Денят на кралицата“ – фестивал организиран от ЛГБТИ общността, който следва холандската традиция на „Денят на кралицата“ (на нидерландски: Koninginnedag) – национален празник в Нидерландия, и в същото време е игра на думи, тъй като думата „кралица“ се използва синонимно за драг кралица (съпоставимо с травестит).
Къщата на ул. „Мителщрасе“ № 8, която се нарича още „Къща на Ян Буман“, е музей, който показва предисторията на възникването на Холандския квартал. Музеят се ръководи от регистрираното дружество „Дружество за подпомагане на поддръжката на нидерландската културна в Потсдам“. От 1746 г. придворният скулптор Фридрих Кристиан Глуме живял в къщата на ул. „Мителщрасе“ № 25.
През 1777 г. Карл фон Гонтард, един от най-важните архитекти на Фридрих Велики, се нанася в къщата на ул „Бенкертщрасе“ № 16.
Кварталът служил като кулиса уж на град Амстердам по време на снимачните дейности на петия сезон на американския сериал „Вътрешна сигурност“ и редовна е снимачна площадка за германския сериал „jerks.“ на режисьора Кристиан Улмен.